# Spezi
Spezi, chiamata in alcune località anche cola-mix, è una bevanda analcolica di tipo bibita, zuccherata ed effervescente, ottenuta miscelando cola e aranciata e/o limonata.
È quindi una bevanda che contiene caffeina.
Il suo marchio, con il suo nome, è di proprietà di Brauerei S. Riegele a Augusta, in Germania, dal 1956.
Questa bevanda è per lo più diffusa nelle regioni tedescofone, quali la stessa Germania, Austria, Paesi Bassi ed Alto Adige, soprattutto nelle località alpine.